# Beaupuy, Gers
Beaupuy är en kommun i departementet Gers i regionen Occitanien i sydvästra Frankrike. Kommunen ligger i kantonen L'Isle-Jourdain som tillhör arrondissementet Auch. År 2022 hade Beaupuy 212 invånare.

## Befolkningsutveckling
Antalet invånare i kommunen Beaupuy
Referens:INSEE